# Сирія (римська провінція)

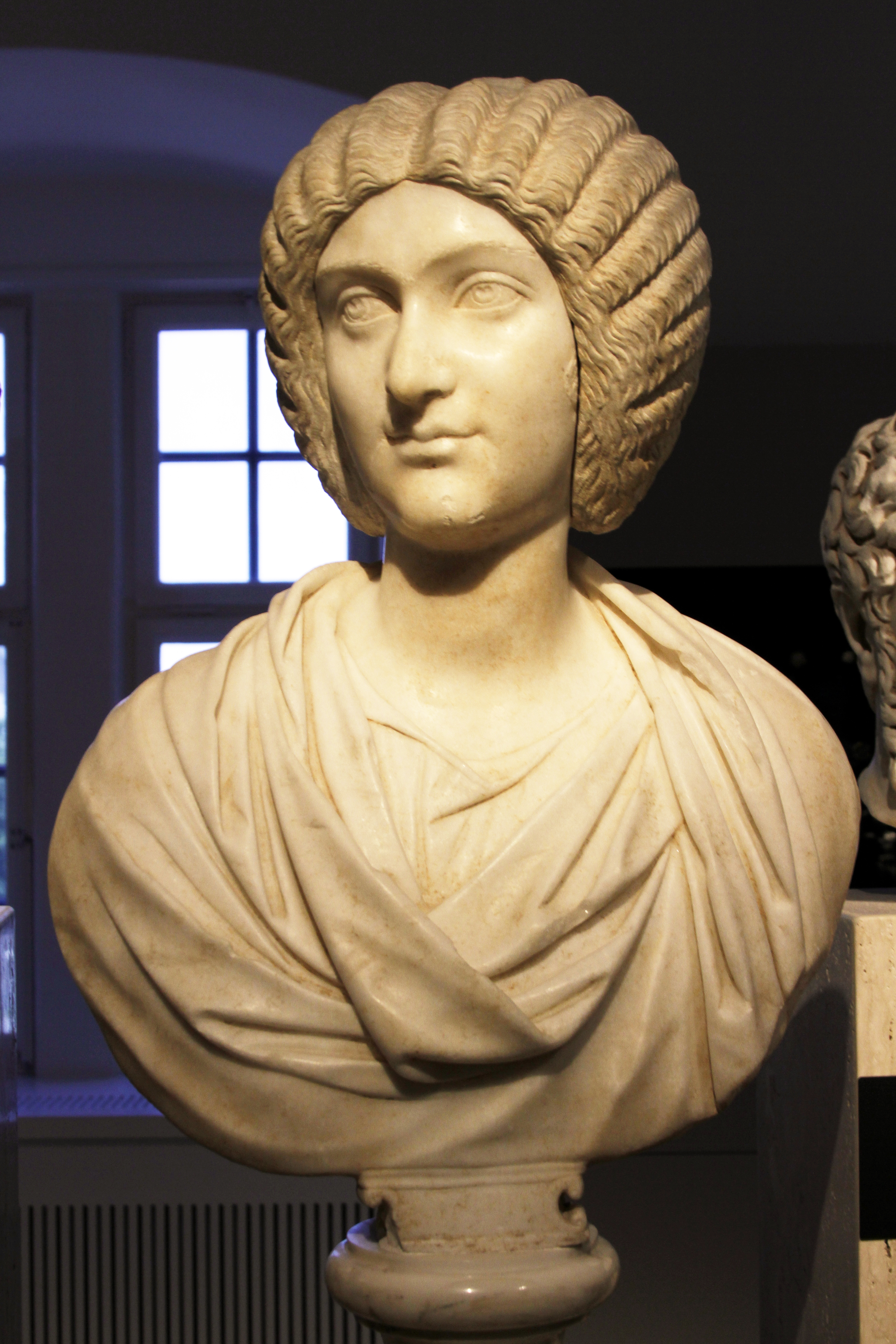
Імператриця Юлія Домна

36°12′ пн. ш. 36°09′ сх. д. / 36.2° пн. ш. 36.15° сх. д.
Си́рія (лат. Provincia Syria, дав.-гр. ἐπαρχία Συρίας)  — провінція Римської імперії, яка існувала між 64 р. до н. е. до реорганізації у 194 р. н. е. Попри подальші поділи, Сирія у старих межах і далі сприймалася в античному світі як окремий регіон зі специфічними культурними та іншими особливостями. Сирійські легіони відіграли значну роль у політичній історії Римської імперії І—ІІІ ст., висуваючи як імператорів Веспасіана, Песценнія Нігера, Макріна, Елагабала. Сирійські міста стали знаними центрами ремісничого виробництва, а деякі з них (Апамея, Пальміра) уславилися визначними пам'ятками архітектури та містобудування.

## Утворення провінції
У 75—72 роках до н. е. вірменський цар Тигран Великий оволодів Сирією, котра до того належала царям з династії Селевкідів. Невдовзі Тигран виявився втягнутим у Третю Мітрідатову війну з римлянами та зазнав нищівної поразки. Останні вірменські гарнізони покинули Сирію у 68 р. до н. е., а римський сенат визнав її правителем Селевкіда Антіоха XIII. Втім, вже у 64 р. до н. е. останній загинув від рук арабського володаря Емеси (Хомс). Того ж року провідник римлян Помпей Великий прибув до Сирії та анексував її на користь Риму, завершивши таким чином історію Держави Селевкідів.
До складу новоутвореної провінції з центром в Антиохії увійшли землі елліністичних та фінікійських полісів, а також низки клієнтських царств, де правили арабські, арамейські та інші династії. Найбільшим царством була Емеса під управлінням династії царів-жерців Сампсигерамідів. У І ст. до н.е. їм підпорядковувався увесь південь долини Оронта з містами Апамея та Геліополь. Окремим утворенням на півдні Сирії став організований Помпеєм Декаполіс у складі 10 елліністичних міст (найбільші з них - Дамаск, Філадельфія, Скіфополіс, Гераса).
Першим намісником Сирії став претор Марк Емілій Скавр. Надалі провінцією керували проконсули. Окрім керівництва військами та контролю над збором податків, намісники виконували роль арбітра у суперечках між громадами та наглядача за місцевими династіями. Окремим напрямом була зовнішня дипломатія, оскільки за межами провінції продовжували існувати як фактично незалежні, так і васальні царства. Останні позбавилися права на самостійну зовнішню політику. Зокрема, у залежності від Риму опинилася Юдея. Її цар Ірод І Великий (37-4 рр. до н. е.) підтримував спочатку Марка Антонія, але після його поразки і загибелі присягнув Октавіану. Останній передав Іродові під управління  кілька міст зі складу Декаполісу (Гіппос, Гадара) та низку територій на півдні Сирії (Батанея та Трахонітіда). Вже після смерті Ірода (6 рік н. е.) Октавіан Август перетворив більшу частину його царства на нову провінцію Юдея, прокуратори якої також перебрали на себе управління зазначеними вище елліністичними поселеннями на території сучасного Ізраїлю. Що стосується провінції Сирія, то тут ще певний час існували залежні володіння Іродіадів.

## Сирія у період принципату
Октавіан Август зробив Сирію імператорською провінцію під управлінням префекта. Як і в часи республіки, тут базувалося два легіони (у Кіррі та поблизу Апамеї).
Сирія зберігала стратегічну важливість з огляду на сусідство могутнього Парфянського царства, чиї правителі мріяли відновити межі стародавньої Персії - тобто претендували на Сирію, Єгипет та Малу Азію. У 40 р. до н.е. парфянам навіть вдалося тимчасово окупувати провінцію. Протягом наступних століть Парфія сприймалася частиною сирійських еліт та населення як реальна альтернатива владі Риму. Місцева аристократія зважала на ширшу автономію міст та князівств у складі Парфянського царства, тоді як населення сприймало іранців як культурно більш близьких.
Прикладом культурних відмінностей та непорозумінь служать, зокрема, численні згадки римських авторів, від Цицерона до Тацита про сирійців як до "нечесних", "підлих", "розніжених". Примітно також, що незважаючи на майже тисячолітню історію греко-римського панування в Сирії, у вжитку лишилися арамейські назви міст. Тому із арабським завоюванням Бероя (стародавній Халаб) перетворилася на Алеппо, а Ієраполь повернув собі стару назву Манбідж.
Такі настрої змушували Рим запроваджувати політику централізації управління, поступового поглинення підконтрольних царств, а також приєднання нових територій, які потенційно могли укласти союз із Парфією. Так, в середині І ст. було приєднане впливове арабське царство Пальміра. У 71-72 роках Веспасіан приєднав до Сирії територію Коммагени, припинивши владу царя Антіоха IV. У 78 році, після смерті царя Емеси Гая Юлія Алексіана, території царства були остаточно інкорпоровані до складу провінції.
Після парфянського походу Траяна (115-117 ) у Сирії перебувало уже чотири легіони: III Gallica та VI Ferrata у Рафані, IV Scythica у Зевгмі та XVI Flavia Firma у Самосаті. Ще по два легіони стояли на півночі, у Каппадокії, та на півдні, у Юдеї та Аравії. Таким чином, сирійські легіони були ядром східного угрупування, що налічувало 8 легіонів. Військова верхівка стала доволі впливовою. Зокрема, вершник Тиберій Клавдій Помпеян з Антиохії був намісником Нижньої Паннонії у 164-168 роках і як полководець зіграв важливу роль у ході Маркоманнських війн.
У 175 році солдати III Gallica проголосили імператором полководця Авідія Кассія, що походив з сирійського міста Кірр. Це рішення було підтримане ще шістю легіонами на сході Імперії. Як стверджує «Історія Августів», повстання було спричинене чутками про смерть хворобливого Марка Аврелія, але коли вони виявилися хибними, солдати злякалися і самі вбили Кассія.
У 193 році, після вбивства Коммода, імператором проголошує себе намісник Сирії Песценній Нігер. Вже у 194 році він терпить поразку від Септимія Севера (імператор у 193-211 роках). Останній вирішив обмежити владний та військовий ресурс сирійських намісників, поділивши провінцію на дві частини. Північна частина, Келесирія, зберегла центр в Антиохії і два легіони - у Зевгмі та Самосаті. Південна частина, Сирія-Фінікія, мала один легіон, базований у Рафані. Її столицею став Тір, який у 193 році став на сторону Севера і був розграбований і частково зруйнований військами Песценнія Нігера. Також Тір отримав від Севера статус колонії.
Дружина Септимія Севера, Юлія Домна, народилася у сирійській Емесі і походила з царського роду Сампсигерамідів. Уродженцями Сирії були й пізніші представники династії Северів - Елагабал (218-222) та Север Александр (222-235). Через це Севери сприяли потраплянню представників сирійської знаті у сенат. Окрім того, Елагабал зробив своє рідне місто Емесу другою столицею Сирії-Фінікії.

## Сирія у ІІІ-V cтоліттях

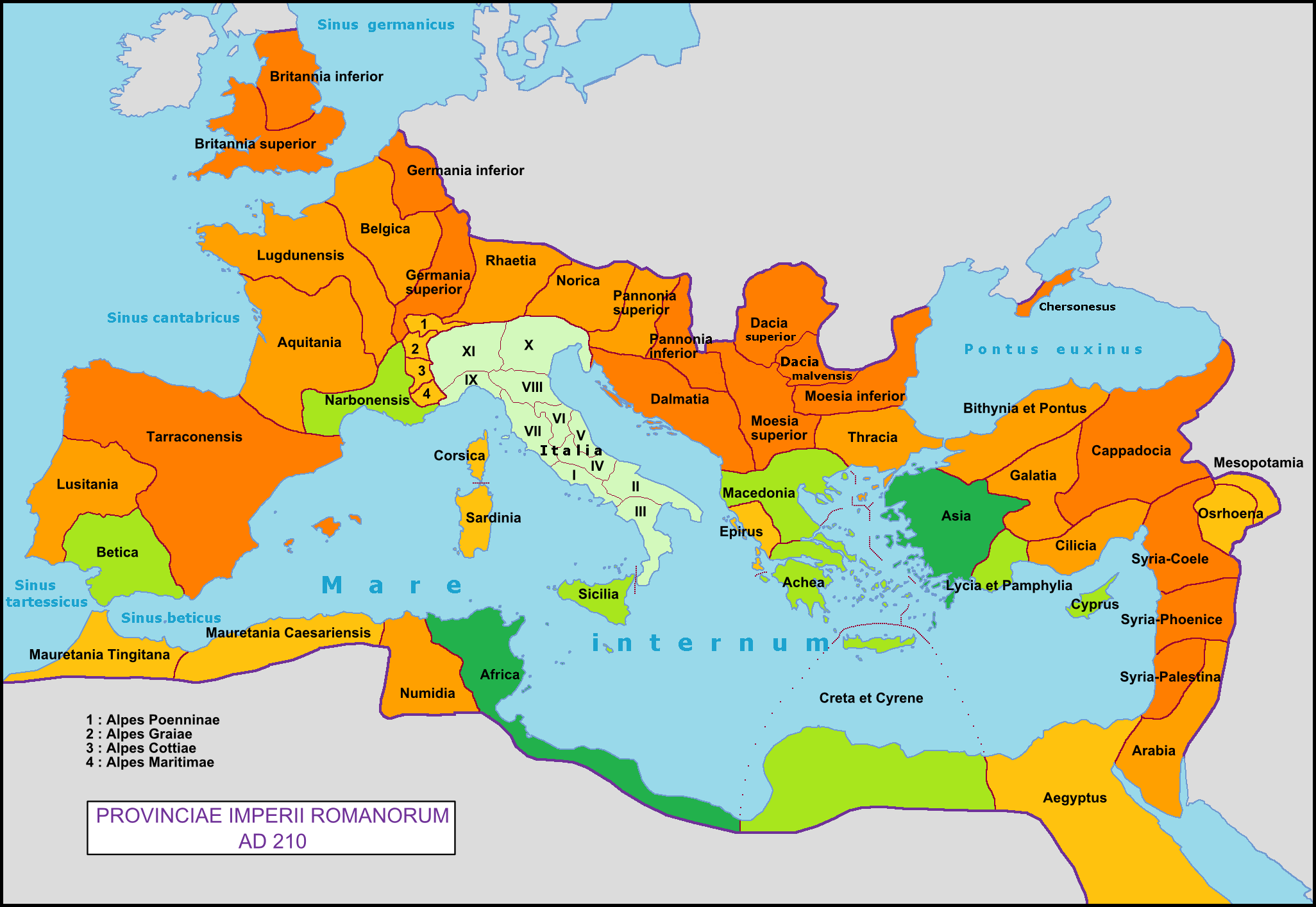
Адміністративний поділ Римської імперії у ІІІ ст.

Криза ІІІ століття в Римській імперії збіглася в часі зі становленням держави Сасанідів в Ірані. Між 252 та 256 роками цар Шапур І перейшов Євфрат і, завдавши римлянам нищівної поразки у битві під Барабалісом, окупував майже всю Келесирію включно з Антиохією, Селевкією та Апамеєю. Імператор Валеріан зміг відреагувати на вторгнення лише у 260 році, але  і ця військова експедиція, у які взяло участь 70 тисяч солдат, закінчилася невдачею. У битві під Едесою римські війська були розгромлені, а сам Валеріан опинився у полоні.
Цар Пальміри Оденат направив до Шапура І посольство з дарами, але той наказав викинути їх у ріку, показуючи, що жадає від пальмірців повного підпорядкування. Після цього Оденат зібрав військо, залучивши арабських кочівників, та пограбував обтяжений військовою здобиччю обоз персів. Після цієї перемоги Оденат звільнив від персів Сирію та окуповані райони Малої Азії, а у 262 році розбив перську армію під Ктезифоном. За ці успіхи він отримав від імператора Галлієна титул Цезаря і правителя Сходу. Фактично ж у межах Римської імперії утворилася Пальмірська імперія, яка продовжила існувати і після загибелі Одената у 267 році. Лише у 272 році імператор Авреліан завдав пальмірцям поразки і повернув Сирію у склад римської держави.
Після 293 році у рамках адміністративної реформи Діоклетіана Келесирію було поділено на Сирію Першу (Антиохія) та Сирію Салютаріс (Апамея), а Сирію-Фінікію - на власне Фінікію (Тір) та Фінікію Лібаненсіс (Емеса). Усі ці провінції опинилися у складі діоцезу Схід, який увійшов до однойменної преторіанської префектури.
За Констанція (337-361) зі складу Сирії І та Сирії Салютаріс було виділено провінцію Еуфратенсіс (Гієраполь), яка охопила увесь західний берег Євфрата. Такий поділ зберігався аж до арабського завоювання Сирії у 636-640 роках.

## Суспільство

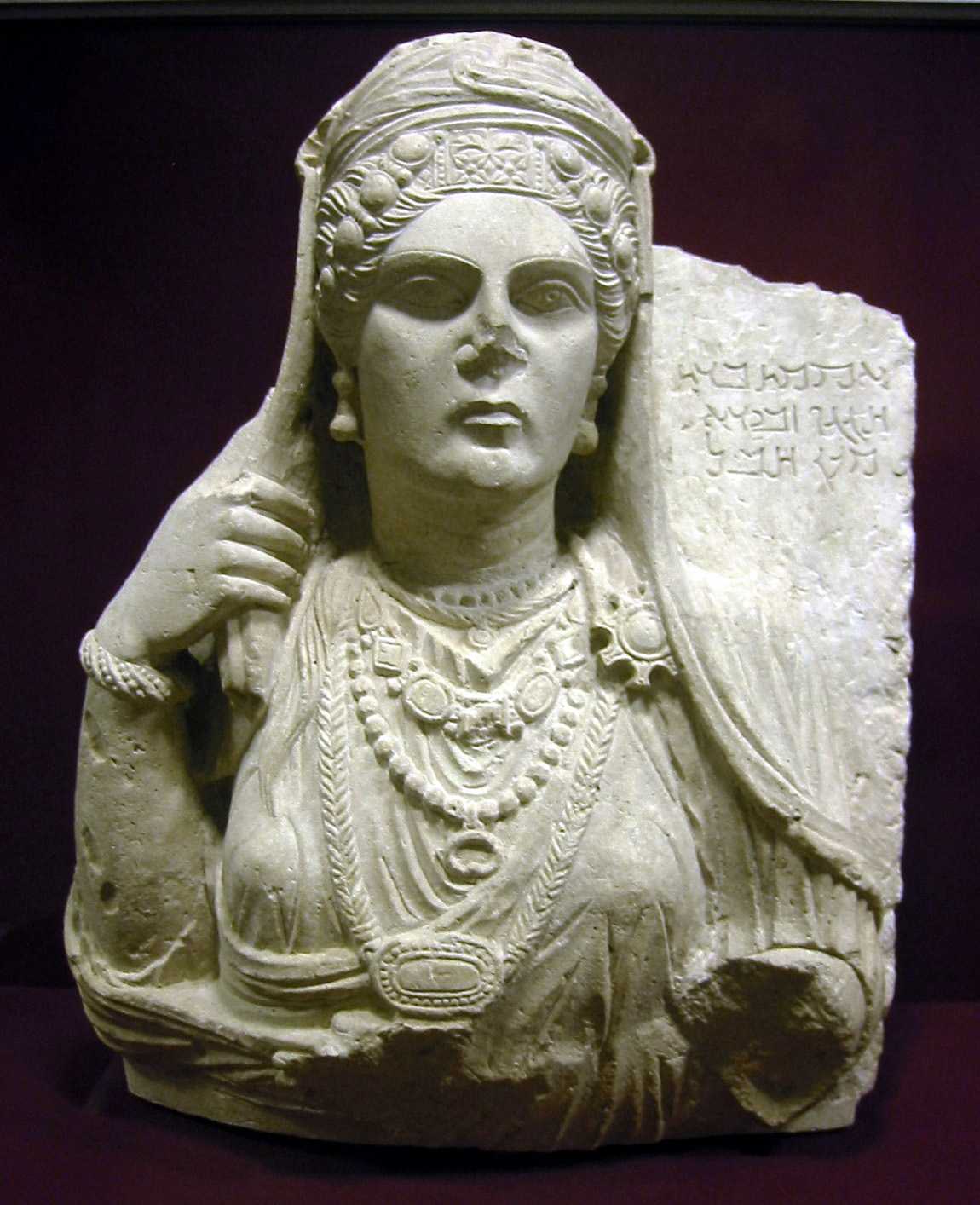
Жіночий бюст з Пальміри. Друга половина ІІ ст.

Сирія відрізнялася етнічним багатоманіттям. Найбільшу групу складали арамеї. Вони проживали від Дамаска до Самосати, а їх мова служила лінгва-франка для всього регіону аж до VII-VIII cтоліть. Існувала також розвинена література арамейською. На західному узбережжі переважали фінікійці, які теж зберігали свою мову та літературу. Грецька мова домінувала у найбільших містах-осередках елліністичної культури, як Антиохія, Апамея, Селевкія. На півдні та сході провінції існували значні арабські осередки. Зокрема, цілком арабським містом була Пальміра, частково – Дамаск,  а в Емесі араби складали правлячу верхівку. До арабських племен належали також ітуреї, що мешкали поряд із Палестиною.  У містах існували значні єврейські діаспори. Римлян було небагато, здебільшого в Антиохії та місцях розташування військ.
Хоча в містах будувалися цирки, театри, акведуки та колонадні проспекти, а аристократи отримували імена на латинський манір, елінізація та романізація Сирії лишалися поверховими. Між тим, сирійці охоче емігрували до інших регіонів імперії. В Остії, Нарбо-Марціусі, Лондинії та багатьох інших торгових містах існували цілі сирійські квартали. Найбільш активними були мешканці Тіра, які, зокрема, мали свою колонію в Путеолах. Надписи римської доби засвідчують значний вклад сирійців у заселенні прикордонних регіонів, зокрема Дакії та Британії у І-ІІІ ст.

## Відомі сирійці
Як одна з найбільших римських провінцій з великим військовим контингентом та потужним аристократичним класом, Сирія дала Римській Імперії велике число державних діячів та діячок.

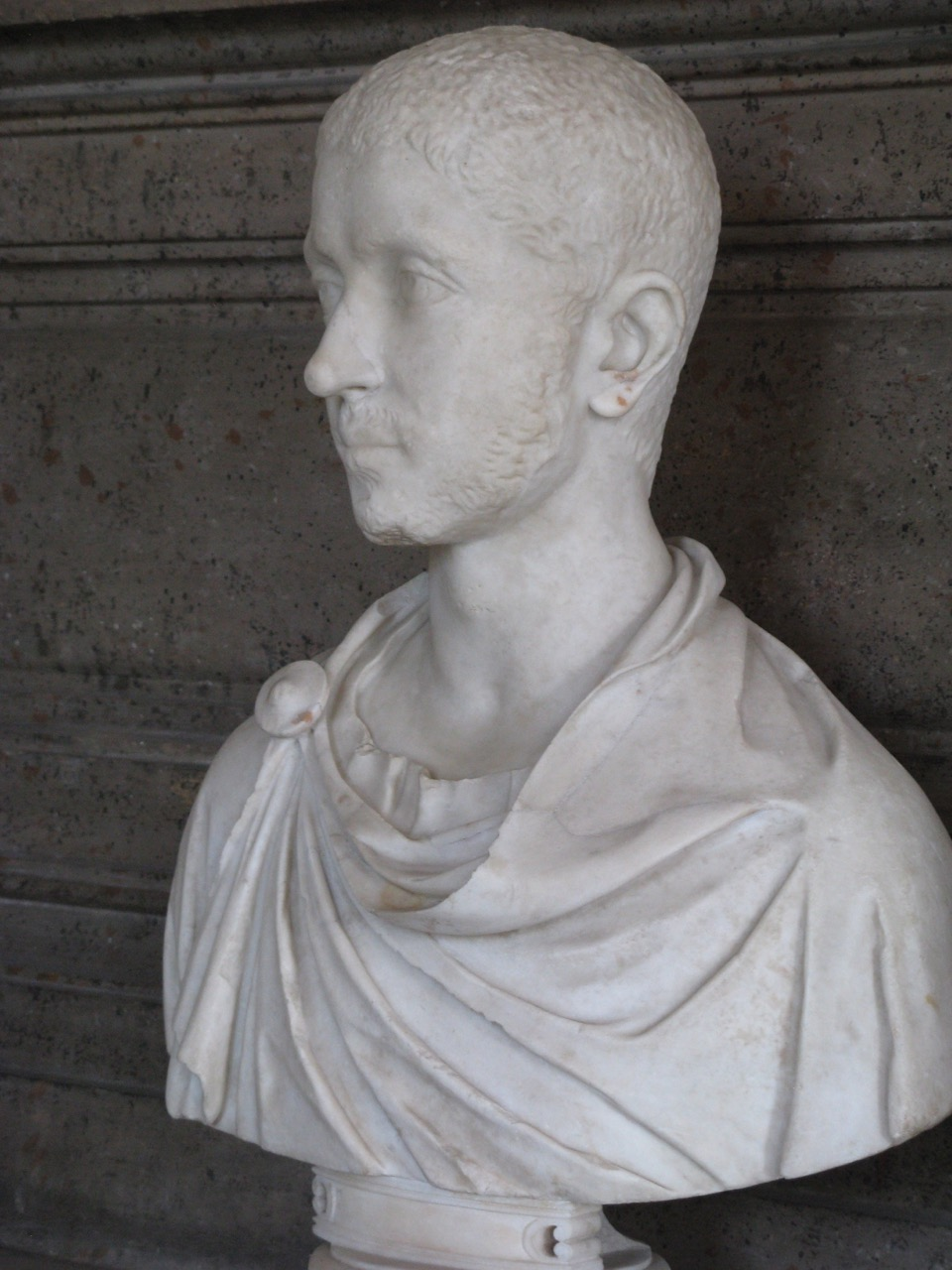
Імператор Север Александр, уродженець сирійського міста Арка Кесарія

З Сирії походили полководці ІІ століття Клавдій Помпеян та Авідій Кассій. Більшість імператриць династії Северів - нащадки династії царів Емеси: Юлія Домна була дружиною Септимія Севера. Її старша сестра Юлія Меза посадила на трон спочатку Елагабала (онук від доньки Юлії Соемії), потім Севера Александра (онук від доньки Юлії Мамеї). Обидва імператори були вбиті разом зі своїми матерями.
Чоловіки Мези та Мамеї Варій Марцел та Гессій Марціан також походили з Сирії і посідали важливі державні посади в правління Септимія Севера.
Правителі Пальмірського царства Оденат та його дружина Зенобія, попри свої суперечливі відносини з Римом, попередили окупацію східних провінцій Сасанідами.
У ІІ-V століттях Сирія стала одним із центрів осередків інтелектуального життя Середземномор'я. Значну роль у цьому зіграв взаємовплив культур, який доповнив античну традицію східним містицизмом, створюючи основи для подальшого поширення християнства.
З Апамеї походив філософ-неопіфагореєць та містик Нуменій (ІІ ст.). Видними представниками школи неоплатоників були Порфирій з Тіра та Ямвліх з Апамеї (ІІІ-ІV cт.). При цьому Порфирій був також астрологом, а Ямвліх розвинув власне езотеричне вчення, яке мало вплив на розвиток середньовічного окультизму.
Із міста Самосати походить знаменитий у свій час сатирик Лукіан (бл. 120-180) - сирієць, що писав грецькою мовою. Його «Правдива історія» вважається першим у літературі художнім твором з елементами фантастики.
Лібаній з Антиохії вважається одним із найбільш авторитетних риторів пізньої античності. Одним із його учнів був Іван Золотоустий - теж антиохієць. Місцевий пресвітер Лукіан був одним із перших редакторів Біблії та заснував впливову богословську школу, випускником якої був, зокрема, Арій. Також з Антиохії походив найбільш знаний римський історик IV ст. Амміан Марцеллін.

## Зміни клімату та їх вплив на історію
Завдяки впливу римського кліматичного оптимуму, клімат Сирії був вологіший за сучасний. Це зумовило зростання населення та розвиток великих міст.

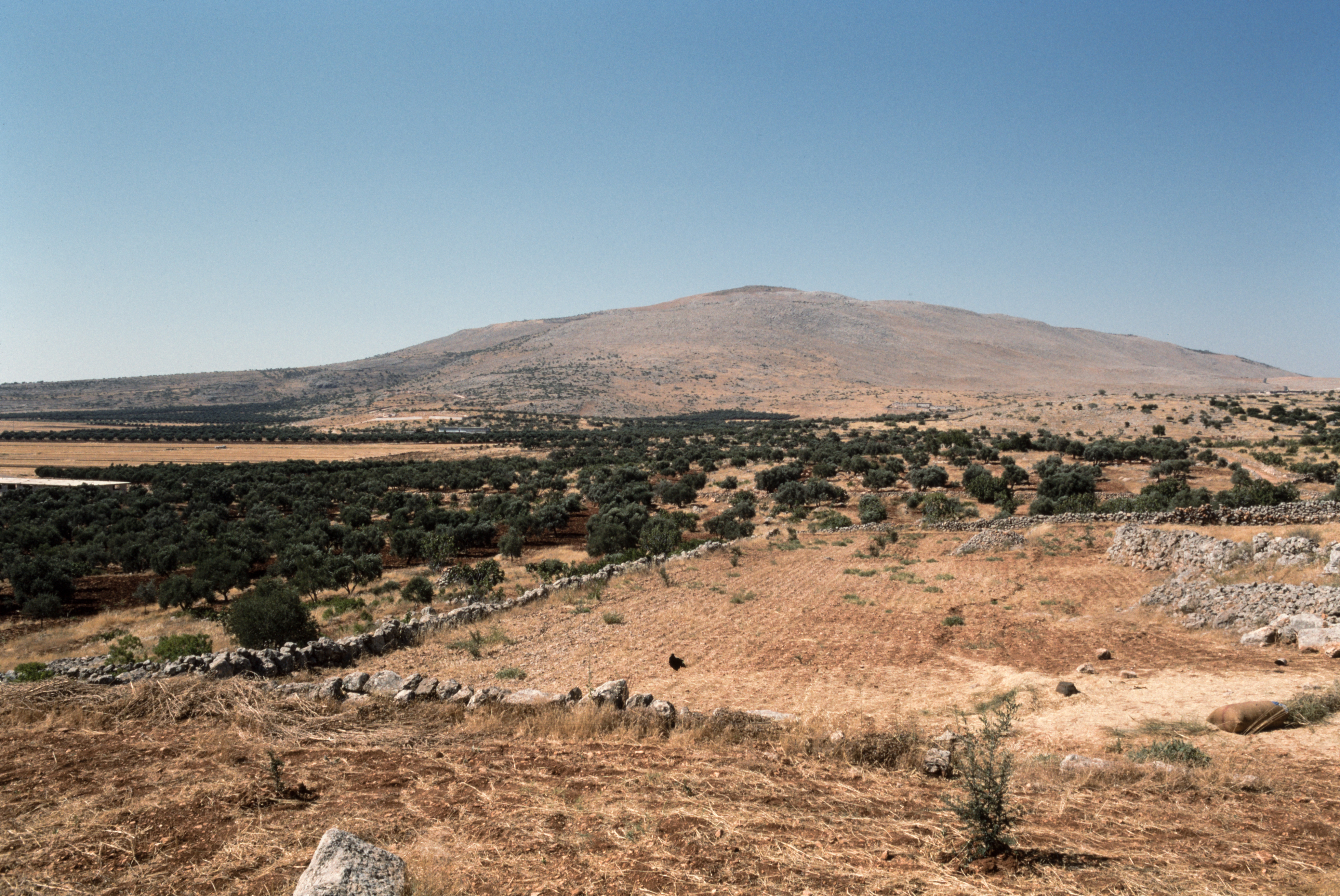
Сільськогосподарський ландшафт Сирії

Про кількість опадів дозволяють судити дані про рівень Мертвого моря, який коливається відповідно до кількості атмосферних опадів. Близько 200 р. до н. е. рівень моря досяг мінімуму –412 метрів, що співмірно із сучасним показником (–414 м). Надалі вологість та рівень води зростали і на початку нової ери  досягли рекордних показників (–394-396 м).
Синхронно цьому зростає щільність населення у долині Амук (на схід від Антиохії): археологи Чиказького університету виявили тут рештки 205 поселень ранньо-римської доби проти 100 поселень елліністичного періоду. Подвійне зростання (з 20 до 38 поселень) зафіксоване і в районі міста Хама.
Наступна посушлива фаза припала на III—V cтоліття, що збіглося з Кипріановою чумою, вторгненням Шапура І, поширенням містичних течій і, зрештою, християнства.
Періоди зростання вологості припали на 550—650 та 1050—1350 роки, тоді як у VIII—X століттях мав місце мінімальний рівень Мертвого моря (–406—408 м.). Відповідно, у  долині Амук зафіксовано 136 поселень IV-VII століть, 126 поселень, датованих X-XIV століттям і лише 67 таких, що існували у VIII-X cт.
Оскільки кількість опадів має пряме відношення до продуктивності сільського господарства та кількості населення, дані палеокліматології, а також динаміка сільських поселень можуть свідчити про те, що саме у І-ІІ століттях населеність Сирії була максимальною, тоді як протягом ІІІ-IV та VIII-X cтоліть можна припустити депопуляцію.

## Демографія
За оцінкою Брюса Фріера, населення Сирії, Палестини, Трансйорданії та Осроени у ІІ ст. складало 4,8 млн осіб. Ці цифри узгоджуються з оцінкою Олега Большакова для відповідного регіону у VII столітті (4,2-4,5 млн на підставі даних про податки на момент арабського завоювання).

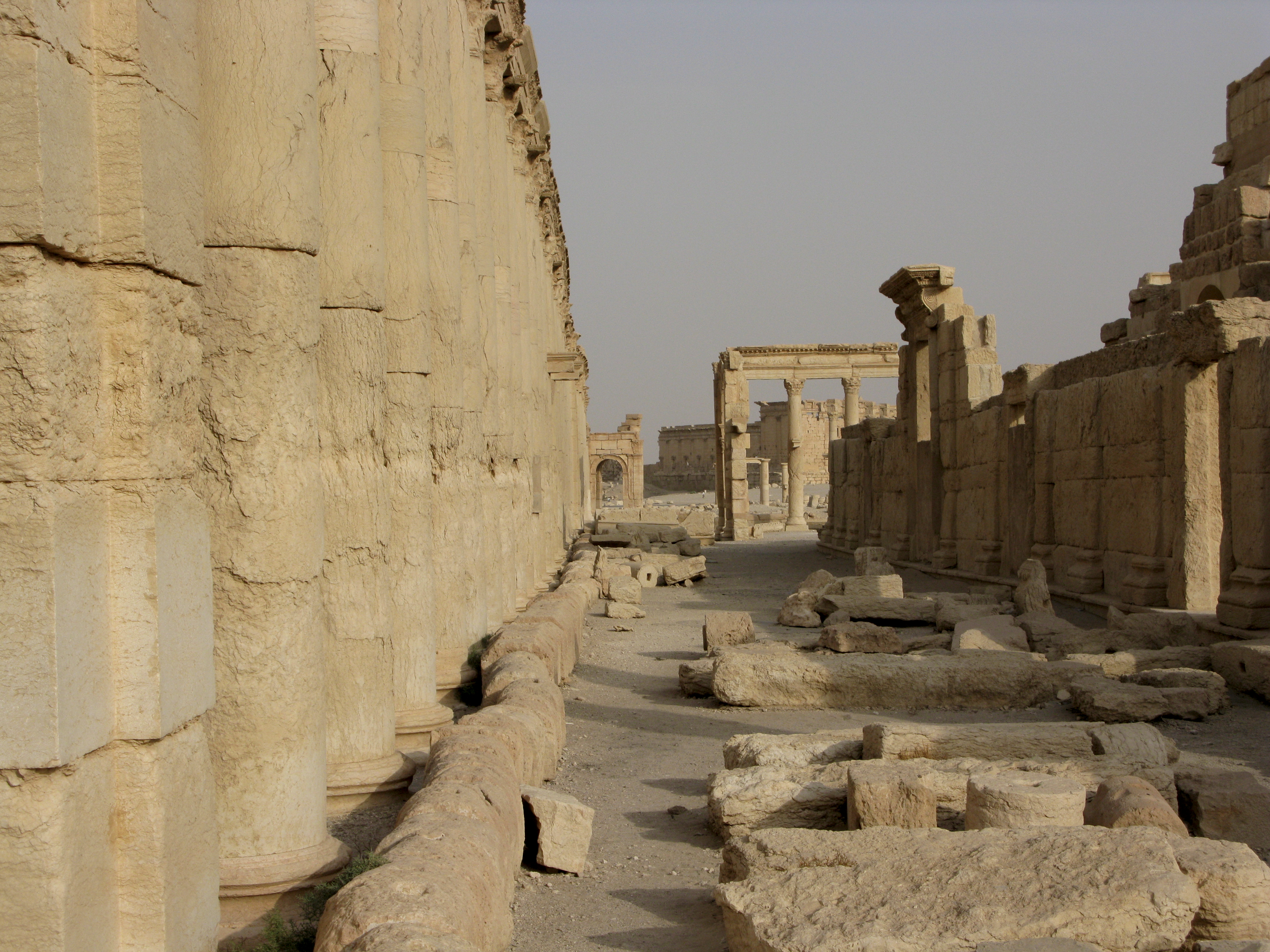
Руїни Пальміри

Власне Сирія (арабські округи Дамаск та Кіннасрін) у VII cт. мала близько 2,7 млн мешканців. Відповідно, у ІІ ст., коли кліматичні умови були більш сприятливими, населення провінції могло досягати 3 млн осіб.Для порівняння, близько 1900 року османські вілаєти Алеппо, Сирія та Бейрут мали лише 1,7 млн мешканців.
Про значну чисельність міського населення Сирії свідчать також кількість та розміри її міст. Сукупна площа 26 міст провінції, щодо яких є археологічні дані, перевищує 3 тисячі гектарів. Зокрема, стіни Антиохії охоплюють 560 га, Селевкії – до 300 га, Апамеї – 260 га, Лаодікеї – 175 га, Зевгми – 150 га, Емеси – 140 га, Берої – 137 га, Дамаска – 135 га, Епіфанеї – 120 га.
Для порівняння, у X-XII cт. найбільші міста Сирії мали: Халеб – до 250 га, Дамаск – 145 га, Хама – до 135 га, Хімс – 100 га, Антак'я – 80 га. Щоправда, арабські міста відрізнялися від античних вищою щільністю забудови, меншим розміром ділянок.
В своєму описі Сирії Страбон (Географія, XVI:9-12) повідомляє лише про два міста з багатоповерховими будинками - це фінкійські порти Тір та Арад.
Щодо кількості населення найбільших сирійських міст поширені перебільшені оцінки. Зокрема, населення Апамеї оцінюється у 400 тисяч, притому що це місто є лише одним із багатьох великих міст Сирії. Підставою для такої оцінки служить ценз 6 р. н.е., який нарахував у місті 117 тисяч громадян. На думку Девіда Кеннеді, йдеться не лише про дорослих чоловіків, а про все вільне населення поліса, що проживало в місті або за його межами. Запропонована Кеннеді оцінка складає 125 тис. мешканців поліса і 30-45 тис. містян. Продуктивні землі Апамеї могли охоплювати до 1100 км2, що дасть щільність населення 110-120 осіб/км2 .
Ще одному визначному місту, Пальмірі, приписується населення 200-250 тисяч. Між тим, за підрахунками Джоан Хіменес, за максимального рівня опадів та мінімального споживання зерна пальмірська оаза могла прогодувати не більше 92 тисяч осіб.

## Основні міста

#### Тетраполіс
Антиохія. Столиця і найбільше місто Сирії, один з провідних центрів культури, торгівлі та ремесел Римської імперії, чия роль була особливо значною у IV-V ст. Землі Антиохії охоплювали 4,5 тис. км2, з яких 1,2 тис. припадало на продуктивні території в долині Оронта. Інтерпретація літературних джерел дозволяє припустити, що вільне населення Антиохени складало бл. 200 тис. у кінці І ст. (за Діоном Хризостомом), бл. 150 тис. у середині IV cт. (за Лібанієм) та 250 тис. у 526 році (за Іваном Малалою).
На момент заснування, бл. 300 р. до н. е. забудована територія склала бл. 150 га. Римсько-візантійські стіни охоплюють територію 560 га. Антиохія складалася з кількох частин: 1) щільно забудований центр (210-270 га); 2) аристократичні квартали на захід від Оронта (1 05-130 га); 3) передмістя на горі Сильфій (до 50 га); 4) передмістя за межами міських стін (мінімум 115 га). Таким чином, забудована територія Антиохії складала не менше 565 га. Петер Клог оцінює населеення міста у 95-154 тис. осіб, Олег Большаков - у 130-150 тис.
Антиохія регулярно потерпала від землетрусів, з яких найбільші припали на 115 та 526 роки. Бл. 256 та 260 років місто захоплювали та грабували війська Шапура.
Селевкія Пієрія. Порт Антиохії та одне з найбільших міст Сирії. Заснована Селевком Нікатором бл. 300 р. до н. е.  Селевкія складалася із нижнього та верхнього міст - останнє було розташоване на 150-200 метрів вище. Нижнє місто мало щільну забудову, амфітеатр, численні храми і дві гавані зі складами. Верхнє місто мало акрополь, театр, численні храми і сади.  Населення міста могло складати 30-40 тис. осіб. Своє значення Селевкія зберігала до землетрусу 526 р.
Ще у 66 р. до н. е. Селевкія отримала статус вільного міста. Веспасіан і Тит побудували грандіозні тунелі у скелях, щоби попередити замулювання порту водами ріки Оронт. Діоклетіан та Констанцій профінансували розширення гаваней.
Апамея. Заснована бл. 300 р. до н. е. на місці сирійського поселення. Тривалий час місто підпорядковувалося царям Емеси. З І ст. н. е. - поліс, до складу якого входили містечка Аретуса та Селевкобелос. За Елагабала та Севера Александра в Апамеї базувався ІІ Парфянський легіон.
Міські стіни охоплювали 260 га, з яких на житлові квартали припадало 180-200 га. Апамейський театр на 20 тис. місць був одним з найбільших в Імперії. Окрім того, місто мало найдовший колонадний проспект протяжністю 1,8 км. Апамея постраждала від землетрусу 115 року, але була відбудована і залишалася одним із найбільших міст Сирії до середини ІІІ ст. Населення власне міста оцінюється у 30-45 тис. осіб.

#### Фінікія
Тір. Головне місто Фінікії та один з найбільших портів Середземного моря. З часів Септимія Севера - колонія італійського права, столиця провінції Сирія-Фінікія. Крупний центр виробництва тканин та виробів зі скла.
Тір знаходився на острові, який завдяки дамбі з часом перетворився на півострів. Мав дві гавані. З передмістями площа Тіра складала 75 га, з них у межах стін - 57 га. Страбон (Географія, ХVI:9-12) вказує на те, що "будинки у Тірі вищі за римські". Місто мало театр, великий іподром (450 метрів завдовжки), храм Ваала/Юпітера. Населення Тіра не перевищувало 30-35 тис. осіб.

### Префекти
- Публій Помпоній Флакк (32-34/35)
- Луцій Вітеллій (35-38)
- Гай Вібій Марс (43 — до 44-45)
- Гай Кассій Лонгін (45-49)
- Гней Доміцій Корбулон (59-60 — 63)
- Гай Цестій Галл (63-66)
- Луцій Юній Цезенній Пет (70-72)
- Авл Марій Цельс (72 — 73-74)
- Марк Ульпій Траян (73-74 — 78)
- Луцій Цеоній Коммод (78-82)
- Публій Валерій Патруін (87-90)
- Авл Буцій Лаппій Максим (90-93)
- Луцій Яволен Пріск (93-96)
- Марк Корнелій Нігрін Куріацій Матерн (96-97)
- Авл Ларцій Пріск (97-100)
- Гай Анцій Авл Юлій Квадрат (100—104)
- Авл Корнелій Пальма Фронтоніан (104—108)
- Луцій Фабій Юст (108—112)
- Гай Юлій Квадрат Басс (114—115)
- Луцій Катілій Север Юліан Клавдій Регін (117—119)
- Гай Квінкцій Церт Публіцій Марцелл (129—136)
- Секст Юлій Майор (136—140)
- Марк Понтій Леліан Ларцій Сабін (150—154)
- Марк Кассій Аполлінар (154—157)
- Луцій Аттидій Корнеліан (157—162)
- Марк Анній Лібон (162—163)
- Гней Юлій Вер (164—166)
- Авідій Кассій (166—175)
- Публій Марцій Вер (175—177)
- Пертінакс (179—182)
- Гай Доміцій Декстер (183—185)
- Аселій Еміліан (187—188)
- Песценній Нігер (190—193)
- Гаян Тірський (362—363)

### Келесирія
- Луцій Марій Максим Перпетв Авреліан (207—209)